# Światło między oceanami
Światło między oceanami (ang. The Light Between Oceans) – dramat filmowy z 2016 roku w reżyserii Dereka Cianfrance’a, na podstawie powieści australijskiej pisarki M.L. Stedman.

## Fabuła
Akcja filmu rozpoczyna się w grudniu 1918 roku, kiedy to weteran I wojny światowej – Tom Sherborne (Michael Fassbender), przyjmuje posadę latarnika na bezludnej wyspie Janus. Niebawem zakochuje się w lokalnej dziewczynie o imieniu Isabel (Alicia Vikander), para bierze ślub i postanawia wspólnie zamieszkać na wyspie.
Isabel dwukrotnie traci dziecko i popada w przygnębienie. Któregoś dnia do brzegu wyspy przybija łódź z ciałem martwego mężczyzny i żywym niemowlęciem. Zbieg wydarzeń sprawia, że para postanawia ukryć całe zdarzenie – dziecko otaczają opieką i miłością, traktując jak swoje własne.
Po jakimś czasie Tom odkrywa, że prawdziwa matka żyje, wciąż opłakując męża i córkę zaginionych na morzu. Późniejsze jego kroki pociągają za sobą lawinę zdarzeń i komplikacji.

## Obsada
- Michael Fassbender jako Tom Sherborne
- Alicia Vikander jako Isabel Graysmark
- Rachel Weisz jako Hannah Roennfeldt
- Jack Thompson jako Ralph Addicott
- Bryan Brown jako Septimus Potts

## Produkcja
Film kręcono w Dunedin i regionie Marlborough na Nowej Zelandii oraz australijskim mieście Stanley na Tasmanii.

## Nominacje
Film brał udział w konkursie o nagrodę Złotego Lwa na 73. Międzynarodowym Festiwalu Filmowym w Wenecji.